# Onslaught (personage)
Onslaught is een fictieve superschurk uit de strips van Marvel Comics, die werd bedacht voor een enorme crossover tussen de verschillende strips van Marvel. Hij werd bedacht door Scott Lobdell, Mark Waid en Andy Kubert, maar met invloeden van vele anderen. Hij verscheen voor het eerst in X-Men (vol. 2) #50 (maart 1996, maar zijn ware vorm werd pas zichtbaar twee delen later
Hoewel zijn oorsprong lange tijd onbekend was, staat vast dat Onslaught een levensvorm is die is ontstaan uit Professor X’ onderdrukte mentale karakteristieken, en beïnvloed door het psychische contact met Magneto. Onslaught beschikt over Xaviers psychische krachten en Magneto’s controle over het elektromagnetische spectrum. Om Onslaught te verslaan waren alle superhelden uit de Marvel strips nodig.
Onslaughts harnas en verschijning zijn op een aantal verschillende manieren getekend, waarschijnlijk als gevolg van het feit dat hij in verschillende strips verscheen en dus door verschillende tekenaars is getekend.

## Biografie

### Creatie
Tijdens de afsluiting van de “Fatal Attractions” verhaallijn, verwijderde Magneto het adamantium van Wolverines botten. Iets dat Wolverine bijna het leven kostte. Uit woede gebruikte Charles Xavier toen zijn krachten om Magneto's hersens af te sluiten en hem in een coma te doen belanden, iets wat hij zichzelf had voorgenomen nooit te zullen doen. Omdat Charles zijn krachten uit woede gebruikte, werden zijn gedachten opengesteld voor invloeden van Magneto’s psyche. Dit vestigde zich in Charles onderbewustzijn, waar ook Charles’ woede op mensen voor hun intolerante gedrag tegenover mutanten zat, en groeide uit tot het wezen dat later bekend zou komen te staan als Onslaught. Uiteindelijk wist dit wezen zich los te maken van Xavier en begon een eigen leven te leiden.
Onslaught werd voor het eerst genoemd in Uncanny X-Men #322, waarin hij Juggernaut met een slag naar Hoboken stuurde. Hij had bovendien een mentale blokkade op Juggernauts hersens geplaatst omdat Juggernaut Onslaughts identiteit had ontdekt. In de X-Men verhalen die hierop volgden was Onslaughts aanwezigheid al voelbaar, maar er werd niet veel over hem onthuld. Onslaughts tweede grote rol was in X-Men (vol. 2) #50,waarin het X-Men team tegen zijn dienaar Post vocht. Na het gevecht verscheen een psychisch wezen voor de X-Men, en verdween.

### Onslaught saga
Onslaught maakte zijn eerste volledige verschijning, ook onder die naam en met zijn kostuum, in X-Men (vol. 2) #53. Hij had een uniform gelijk aan dat van Magneto. Hij was extreem intelligent en had buitengewone psionische en magnetische krachten. Hij nam Jean Grey mee naar het astrale niveau en probeerde haar aan zijn kant te krijgen door haar Xaviers onderdrukte woede en frustratie te tonen. Ze weigerde, waarna hij zijn naam in haar voorhoofd brandde. In Uncanny X-Men #333 zocht Juggernaut Jean Grey op om haar zijn gedachten te laten lezen en zo te ontdekken wie Onslaught echt was. Voor ze dit kon doen ontvoerde Onslaught Juggernaut en zette hem gevangen in de mystieke edelsteen die hem zijn kracht gaf. Daarna vernietigde Onslaught bijna geheel Xaviers school.
Bishop, een tijdreizende mutant uit de toekomst, wist dat eind 20e eeuw de X-Men werden verraden door een van hun eigen leden, en daardoor werden vernietigd. Bishop dacht lange tijd dat Gambit deze verrader was, maar nu bleek dit Professor X, of beter Onslaught, te zijn.
Geholpen door Post en Dark Beast begon Onslaught met zijn aanval op de wereld. Onslaught wist ook een paar Sentinels te bemachtigen voor zijn leger. Deze Sentinels bevochten Ben Reilly, de Punisher, en de Green Goblin (Phil Urich). Cable, Hulk en Apocalypse bevochten samen Onslaught, maar zonder succes. Ondertussen ontdekten Wolverine en Elektra Natchios Onslaughts ware identiteit.
Na Onslaughts aanval op de X-Men, werden ze bezocht door de Avengers vergezeld door Rogue en Joseph (Magneto’s kloon, die dacht dat hij de echte Magneto was). Ook Nate Grey en X-Force sloten zich bij hen aan. Ze reisden af naar het hoofdkwartier van de Fantastic Four, maar konden niet voorkomen dat Onslaught Franklin Richards ontvoerde. Later ving Onslaught ook Nate Grey, en gebruikte de psychische krachten van zijn twee gevangenen om zijn eigen krachten te versterken, waardoor hij veranderde in zijn tweede vorm. In deze vorm bevocht Onslaught de Avengers, Fantastic Four, X-Men en Joseph. Gedurende het gevecht was Thor in staat Xavier geheel te scheiden van Onslaught.
Onslaughts fysieke vorm werd uiteindelijk vernietigd door alle aanwezige helden (nu ook vergezeld door Hulk, Namor the Sub-Mariner en verbazingwekkend genoeg ook Dr. Doom). Hierbij lieten ze echter Onslaughts ware kracht vrij. Onslaught creëerde een tweede zon en wilde hiermee de Aarde vernietigen. Om Onslaught geheel te vernietigen moesten een aantal helden Onslaughts energievorm absorberen, en zichzelf laten vernietigen. De Avengers, De Fantastic Four, Bruce Banner (de Hulk was tijdelijk van hem gescheiden) en Dr. Doom (hoewel niet vrijwillig) boden aan zich hiervoor op te offeren. Namor en de Scarlet Witch offerden zichzelf ook op. Het plan werkte en Onslaught werd verslagen.
Dankzij Franklin Richards werden alle helden die zich op hadden geofferd echter “herboren” in een alternatief universum dat Franklin had gemaakt. Dit universum, ook bekend als de “pocket dimension” of de “Heroes Reborn” dimensie, bestond in de bal die Franklin altijd bij zich droeg. Na een tijdje waren de helden in staat terug te keren naar deze wereld.

### Onslaught Reborn
Onslaught Reborn is een verhaallijn die kort na de House of M verhaallijn is begonnen:
Toen Scarlet Witch haar krachten gebruikte om 98% van de mutanten machteloos te maken, verloren Magneto en Charles Xavier ook hun krachten. Hun verloren krachten combineerden en brachten Onslaught weer tot leven. Onslaught was er nu op uit om wraak te nemen op Franklin Richards. Hij nam controle over Human Torch en Mr. Fantastic, maar zijn poging om Franklin te vangen werd verstoord door Thing en Invisible Woman. Franklin vluchtte naar de Counter-Earth, en Onslaught volgde. Op Counter-Earth kwam hij Captain America en de Avengers van deze wereld tegen, en werd blijkbaar door hen verslagen. De Loki van Counter-Earth besloot om Onslaught te gebruiken om Thor te doden. Hij liet Onslaugt het lichaam van de Hulk overnemen om zo Thor te verslaan. Onslaught liet vervolgens Thor en Hulk met elkaar vechten om te bepalen wie van de twee hij het beste kon gebruiken om Counter-Earth te vernietigen. Uiteindelijk werd Onslaught verbannen naar de Negative Zone.

## Krachten en vaardigheden
Onslaught verscheen in twee vormen, elk met andere krachten:
Zijn eerste vorm is hoe Onslaught het meest bekend is. Dit was ook de vorm waarin hij nog een was met Xavier. In deze vorm beschikt Onslaught over extreme levels van fysieke kracht en weerstand tegen verwonding. Hij was in staat om Juggernaut letterlijk heel Amerika door te slaan. Onslaught maakte zelfs bekend dat hij zijn kracht kan vergroten tot elk gewenst niveau. Onslaughts psionische krachten waren blijkbaar ook ongelimiteerd, en overtroffen die van Xavier. Hij was vooral sterk op het astrale niveau. Hij schijnt ook totale mentale controle te hebben over wie of wat hij maar wil. Dit kon hij zowel bereiken via telepathie (waarbij hij iemand liet denken dat hij iemand anders was) als via telekinese. Onslaught beschikte ook over vele vormen van energieprojectie (lasers, etc.), allemaal van een hoog krachtniveau. Onslaughts kracht werd nogmaals bewezen toen hij de Crimson Gem of Cyttorak uit het lichaam van Juggernaut, dat voor ieder ander onbreekbaar was, rukte.
Na volledig te zijn geëvolueerd en te zijn gescheiden van Xavier ontvoerde Onslaught Franklin Richards en Nate Grey, en gebruikte hen om nog sterker te worden. In deze vorm waren zijn krachten gelijk aan die van een god. Hij beschikte over massamanipulatie (zoals het overnemen van de Sentinels), kon materie creëren en hervormen en leek alwetend te zijn. Hij kon ook de realiteit veranderen en zijn fysieke kracht was ongekend hoog. Hij was in staat de Hulk te bevechten, zelfs nadat Jean Grey met haar krachten Bruce Banner 'uitschakelde' en de oude Savage Hulk naar boven bracht, waardoor hij sterker werd dan ooit.
Uiteindelijk bleek Onslaughts lichaam een massa van pure, psionische energie te zijn dat immuun was voor alle vormen van fysieke schade, en onder normale omstandigheden ook energie.

## Slachtoffers
Het laatste gevecht met Onslaught aan het eind van de Onslaught-saga kostte het leven van 18 van Marvel Comics bekendste karakters. Hoewel ze later terugkeerden dankzij Franklin Richards, betekende dit toch een omslagpunt in hun individuele geschiedenis:
- Dr. Bruce Banner: zijn Hulk persoonlijkheid overleefde wel omdat die van hem was gescheiden.
- Black Panther
- Captain America
- Crystal
- Dr. Doom
- Falcon
- Giant-Man
- Hawkeye
- Human Torch
- Invisible Woman
- Iron Man
- Mr. Fantastic
- Namor the Sub-Mariner
- Scarlet Witch
- Thing
- Thor
- Vision
- Wasp

In de miniserie Heroes Reborn: The Return, werd onthuld dat She-Hulk en de Inhumans ook slachtoffers waren die blijkbaar buiten beeld stierven.

### Overlevenden
Naast bovengenoemde personages bevochten ook de volgende helden Onslaught:
Cyclops, Professor X, Jean Grey, Hulk (met en zonder Banner), Wolverine, Rogue, Gambit, Storm, Cable, Joseph (Magneto's kloon), Bishop, Iceman, Nate Grey (X-Man) en Franklin Richards. Deze helden konden zich niet opofferen omdat ze mutanten zijn. En een mutant zou Onslaught weer sterker maken. Scarlet Witch die offerde zich zelf wel op omdat zij haar hex krachten gebruikte. Quikzilver vocht ook maar kon zichzelf niet opofferen omdat hij ook een mutant is.

## Onslaught in andere media
Onslaught verscheen als de eindbaas in het computerspel Marvel vs. Capcom. In dit spel gebruikt Xavier onbewust Onslaughts kracht om helden uit een ander universum op te roepen de X-Men te helpen. Beide vormen van Onslaught komen in het spel voor.